# 로스트베르톨

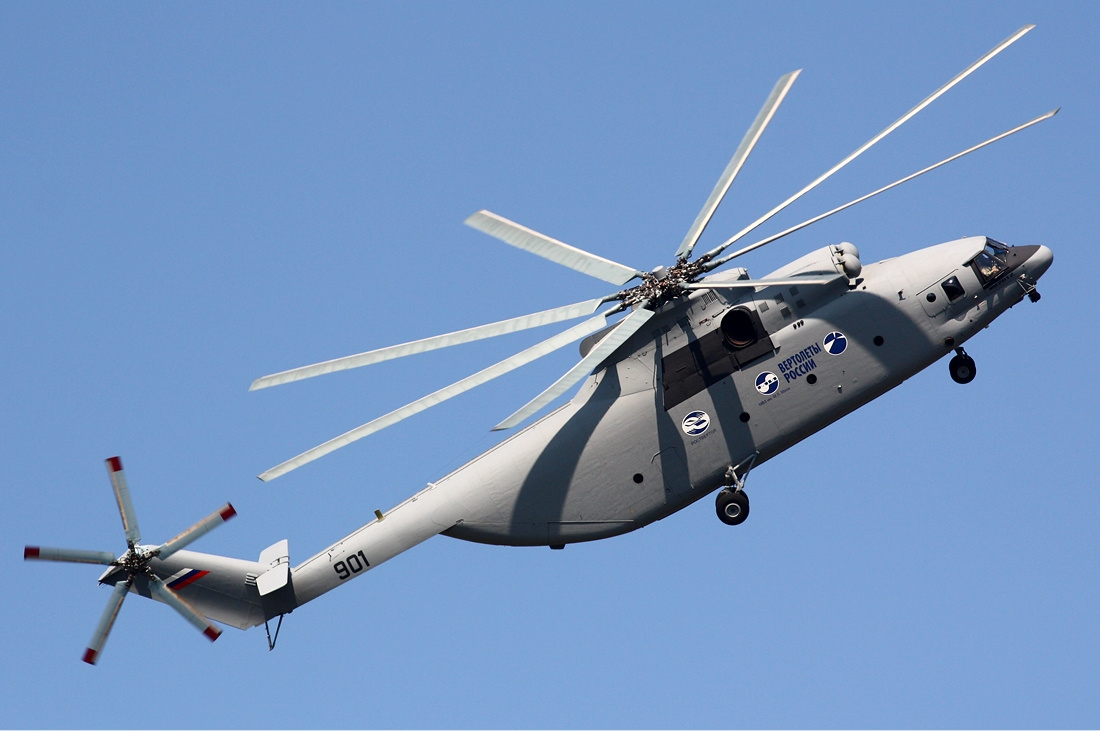

로스트베르톨(러시아어: Роствертол)은 로스토프나도누에 위치한 러시아의 헬리콥터 제조 회사로, 1939년 7월 1일 설립되었다.
로스트베르톨은 Мi-26T, Mi-24, Мi-35, Mi-28N 등을 생산한다.
로스트베르톨은 2006년 카모프, 밀 헬리콥터와 함께 오보론프롬에 합병되었다.